# Gageus micropterus
Gageus micropterus – gatunek pluskwiaków różnoskrzydłych z rodziny zajadkowatych. Jedyny znany gatunek monotypowego rodzaju Gageus.

## Opis rodzaju
Podobny do Oncocephalus microptera. Posiada na płacie przednim przedplecza dwa zaokrąglone, błyszczące guzki. Odwłok z wyraźnie widocznymi, bocznymi płatami.

## Opis gatunku
Ciało ciemnobrązowe, długości 11,5 mm. Odwłok i uda nieregularnie plamkowane. Przedni płat przedplecza poprzecznie uwypuklony, silnie granulowany. Odwłok owalny. 

## Występowanie
Gatunek ten jest endemitem Madagaskaru. Znany jedynie z dystryktu Sambava.